# Calamo currente
Calamo currente (en latín "al correr de la pluma") es una locución latina que significa "sin reflexión previa", "con presteza", "de pronto". También puede encontrarse con la forma currenti calamo. Por lo común se usa referido a escritos hechos de manera rápida y sin mucha reflexión.

## Gramática
Formalmente es una construcción de participio absoluto formado por el sustantivo calamus-i ("pluma") y el participio de presente del verbo curro ("correr"), concertando ambos en ablativo singular.